# Oliver Ligneth-Dahm

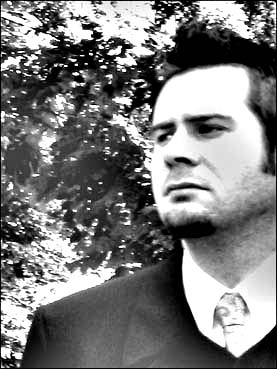
Oliver Ligneth-Dahm

Oliver Martin Ligneth-Dahm (* 13. April 1974 in Leverkusen-Schlebusch) ist ein deutscher Schriftsteller, der vorrangig durch Lyrikpublikationen bekannt wurde.

## Leben
Oliver Ligneth-Dahm wuchs als Nachkomme einer baltischen bzw. schlesischen Flüchtlingsfamilie im rheinischen Leverkusen auf.
Seit dem 15. Lebensjahr verfasste Ligneth-Dahm beständig Gedichte, Aphorismen und (Kurz-)Prosa. Dabei wurde er stets vom französischen Symbolismus (siehe auch Arthur Rimbaud), der US-amerikanischen Beatnik-/Rockkultur und den philosophischen Schulen der Phänomenologie bzw. des Existentialismus beeinflusst; somit zeichnen sich seine Arbeiten vor allem durch eine metaphernreiche Abstrahierung der Wirklichkeit aus – immer wieder verbunden mit der drängenden Frage nach dem Sinn des menschlichen, individuellen Seins.
Seit 1990 war Ligneth-Dahm zudem als Sänger oder Bassist in diversen Bands verschiedener Stilrichtungen tätig (z. B. bei The Rose of Devotion, Swans of Avon, Experimentum Crucis und in Kooperation mit BERGMEISTER). Er war an mehreren Tonträgerproduktionen beteiligt und spielte zahlreiche Live-Konzerte im In- bzw. Ausland.
Ligneth-Dahm hielt Lesungen im gesamten Bundesgebiet (so z. B. auf der Leipziger Buchmesse bzw. regelmäßig auf dem Wave-Gotik-Treffen) und publizierte ein Dutzend Bücher; hinzu kommen unzählige Zeitschriften- sowie Anthologie-Veröffentlichungen.
Sein 1997 im Pariser Marais-Viertel verfasstes Lyrik-Debüt Musik aus Heimatland fand unter anderem die Anerkennung der New Yorker Schriftstellerin und Jim-Morrison-Witwe Patricia Kennealy Morrison. Ausgewählter O-Ton Kennealy Morrisons aus einem Briefwechsel 1999/2000: „[…] Jim would be pleased to know that another young poet is at work nor far from his last residence – […] (And thanks too for redeeming the name 'Oliver' for me! Since 1991 I haven’t cared for it much, as you can imagine – I’m glad it now has a far more pleasant association … […])“ – Patricia Kennealy-Morrison bezog sich hierbei auf Oliver Stones Film aus dem Jahr 1991 The Doors.
Zwischen 1997 und 2003 schrieb Ligneth-Dahm in Paris wichtige Teile seines lyrischen Werkes.
Gemeinsam mit Wim Wenders, Reinhold Messner, Eugen Drewermann, Albert Hofmann, Juli Zeh und anderen ist Oliver Ligneth-Dahm ausgewählter Teilnehmer am Hörspielprojekt Messages for 2099 des Hessischen Rundfunks.
Ligneth-Dahm studierte Psychologie mit dem Nebenfach Philosophie an der Bergischen Universität Wuppertal (seine Abschlussthemen: Kognitive Funktionen bei Patienten mit Major Depression im Verlauf bzw. Der Tod bei Martin Heidegger).
Der Autor erklärte bereits um die Jahreswende 2003/2004 inoffiziell seinen Rücktritt. Im Sommer 2006 zog er sich dann endgültig wie vollständig aus dem Literaturbetrieb zurück und distanzierte sich gänzlich von jeglichem künstlerischen Schaffen.

## Bibliographie
- Musik aus Heimatland, Gedichte, Juli 1998, Verlag Agentur Bülbül Bochum, ISBN 3-931036-08-1
- Die Gerufenen & Die anderen Lichtmenschen, Lyrische Aphorismen, Juni 1999, Verlag Agentur Bülbül Bochum, ISBN 3-931036-16-2
- notizen 92–97, Gedichte und Kurzprosa, September 1999, Privatedition
- Elektrische Tage – Schriften zum Film, Gedichte und Aphorismen, September 2000, Verlag Agentur Bülbül Bochum, ISBN  3-931036-17-0
- Eine Dichtung der letzten Worte, Gedichte und Aphorismen, November 2000, Peter-Segler-Verlag Freiberg (Sachsen), ISBN 3-931445-01-1
- Aus namenlosen Straßen, Gedichte, Mai 2002, Peter-Segler-Verlag Freiberg (Sachsen), ISBN 3-931445-13-5
- Werkreihe Seelenzug, Episode III: Hinter jedem Morgen, Erzählung, November 2002, UBooks-Verlag Augsburg, ISBN 3-935798-68-7
- Der Bart – Ein Deutscher Hirtenbrief; Gedichte, Kurzprosa, Aphorismen und Bühnenarbeiten, Oktober 2003, Ubooks Augsburg, ISBN 3-935798-15-6
- Werkreihe Seelenzug, Episode II: Nach dem roten Regen, Erzählung, April 2004, UBooks-Verlag Augsburg, ISBN 3-937536-08-6
- Kognitive Funktionen bei Patienten mit Major Depression im Verlauf, Studie, Juli 2004, UBooks-Verlag Augsburg, ISBN 3-937536-40-X
- Im Auge der Sonne – Neues an deutscher Lyrik, Gedichte, Januar 2005, UBooks-Verlag Augsburg, ISBN 3-937536-87-6
- Die Gedichte – Eine Auswahl und Unveröffentlichtes, Gedichte, November 2006, Edition PaperONE Leipzig, ISBN 3-939398-30-6